# Кедринский, Василий Николаевич
Василий Николаевич Кедринский (1906 — 1978) — советский учёный, конструктор станков, доктор технических наук,
лауреат Ленинской премии. 

## Биография
Работал ведущим конструктором в Экспериментальном НИИ металлорежущих станков (ЭНИМС).

## Награды
- Ленинская премия (1958) — за разработку конструкции и промышленное освоение обработки конических зубчатых колес
- Орден Красной Звезды (1945)[1]
- Медаль «За трудовую доблесть» (1943)[2]